# Mystacidium pusillum
Mystacidium pusillum là một loài thực vật có hoa trong họ Lan. Loài này được Harv. mô tả khoa học đầu tiên năm 1863.